# 上の池公園
上の池公園（かみのいけこうえん）は、大阪府高槻市にある都市公園である。「自然を感じる」をテーマに設置した池を中心とする公園で、ビオトープ計画を特徴としている。

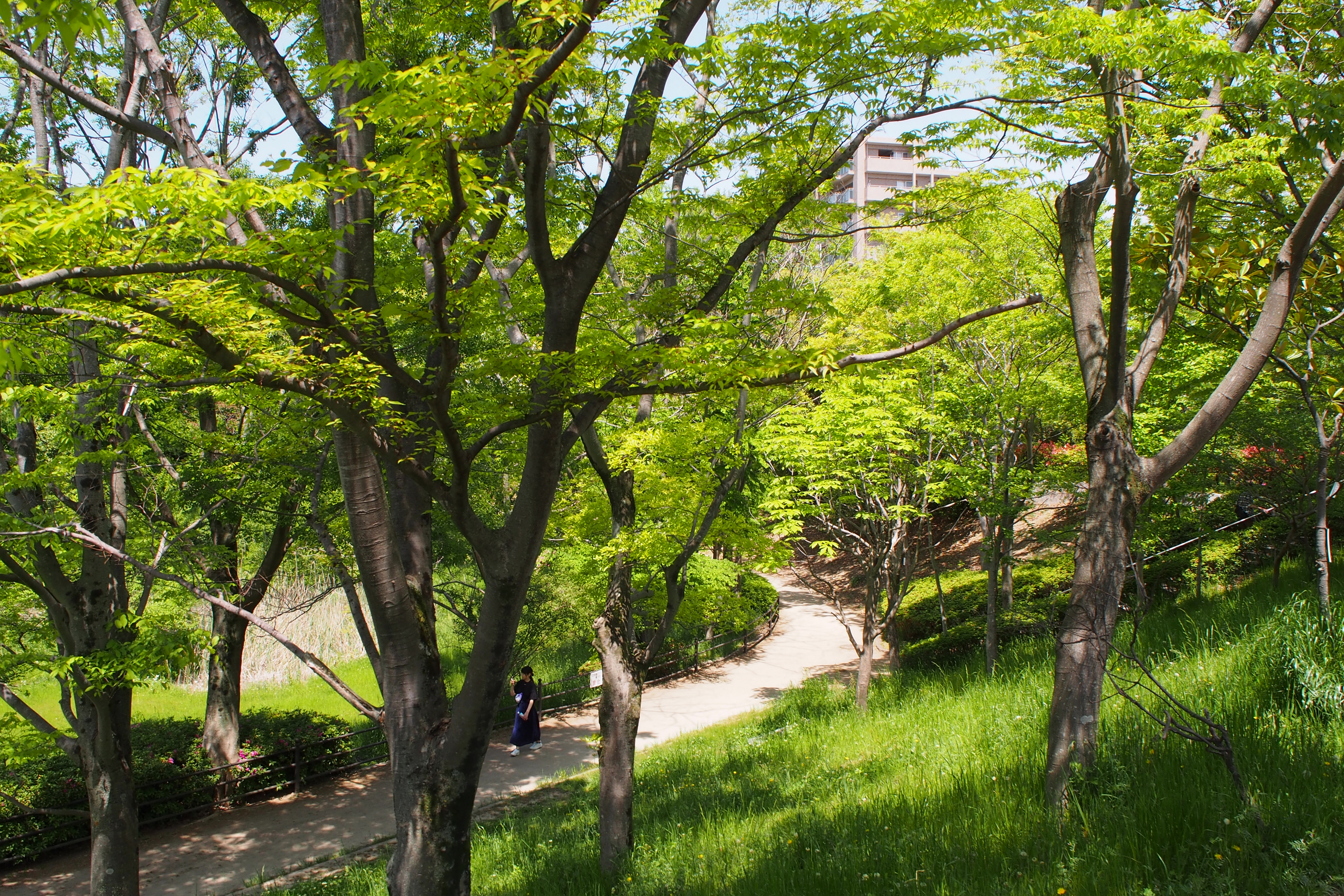
ビオトープ前
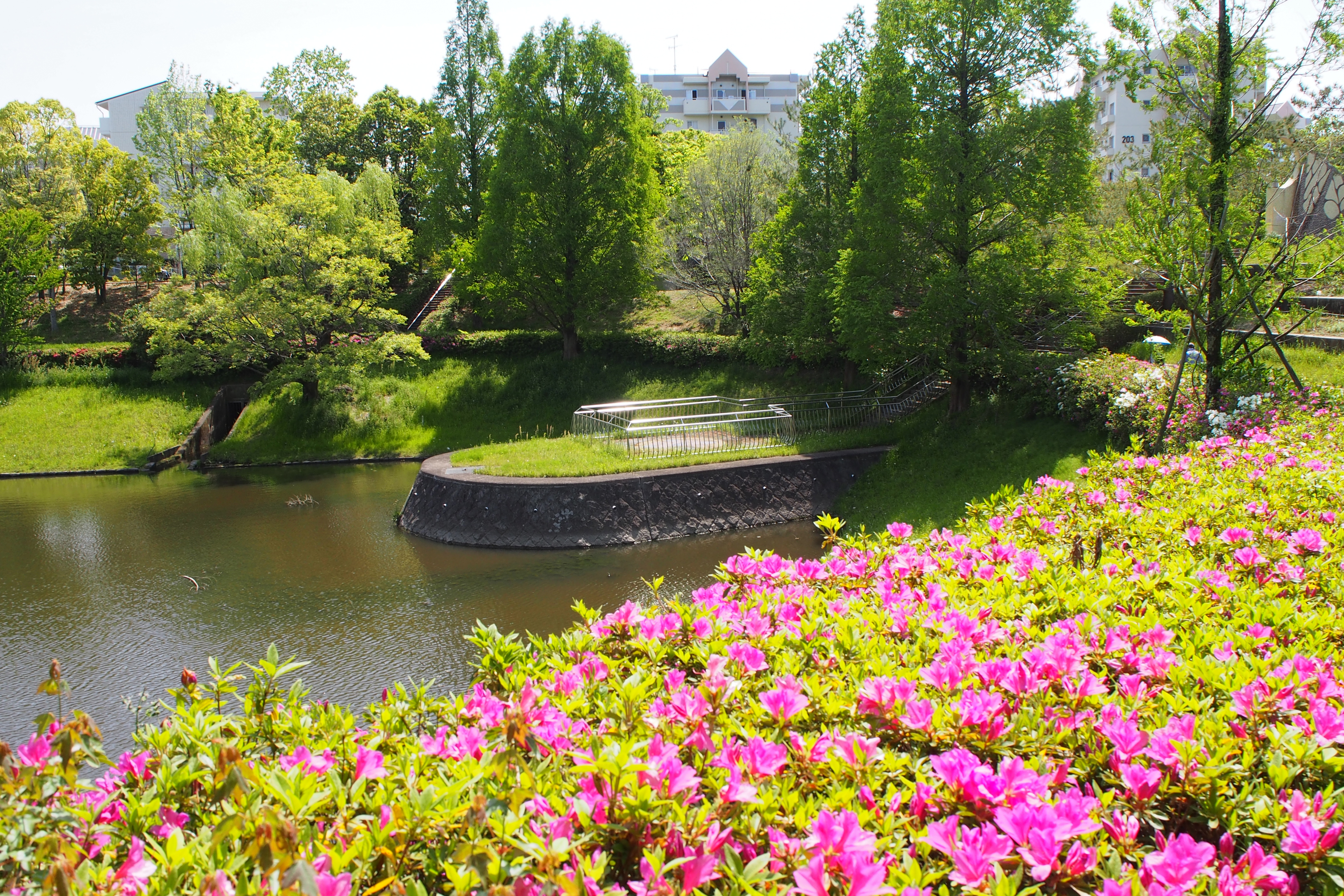
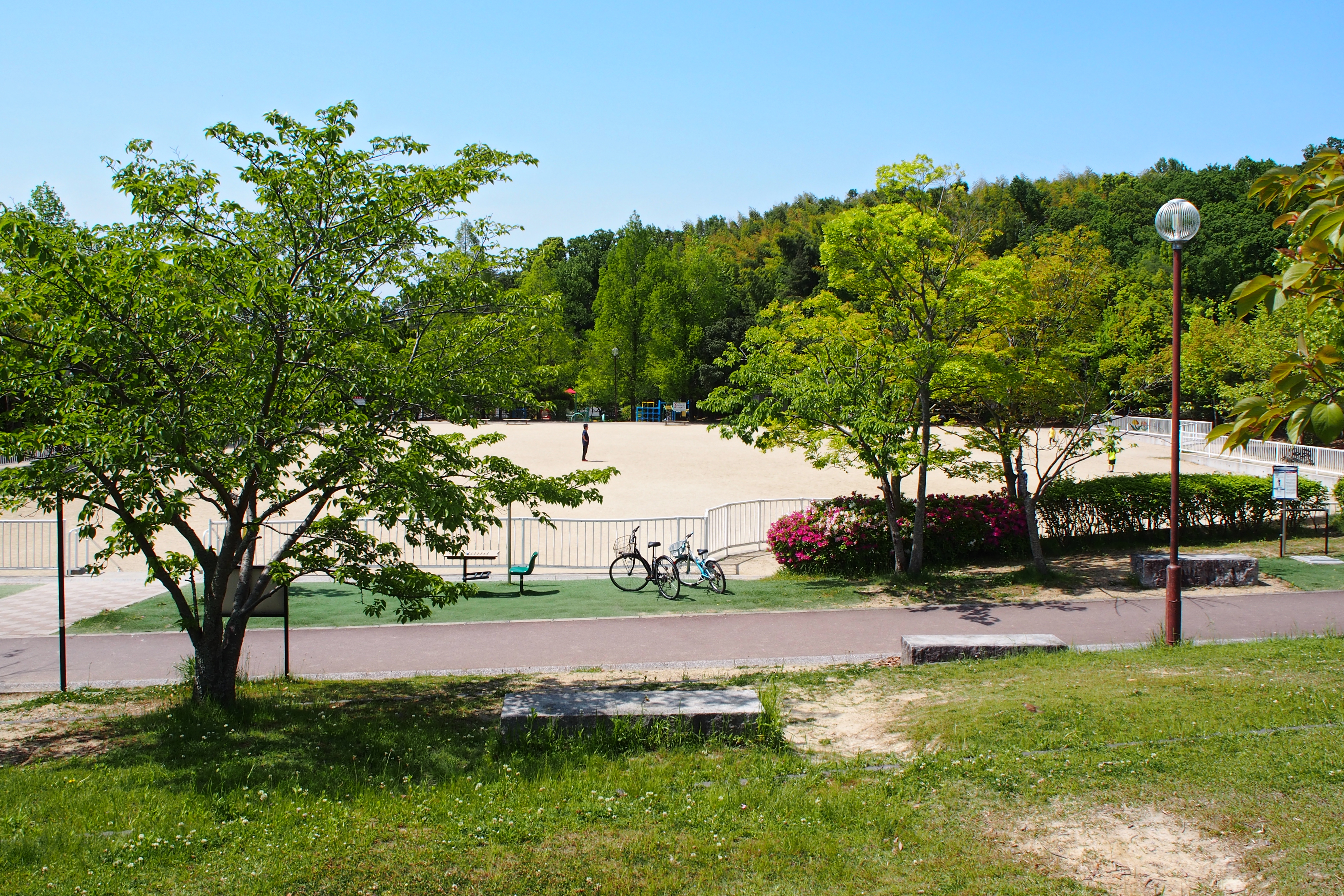
トリム広場
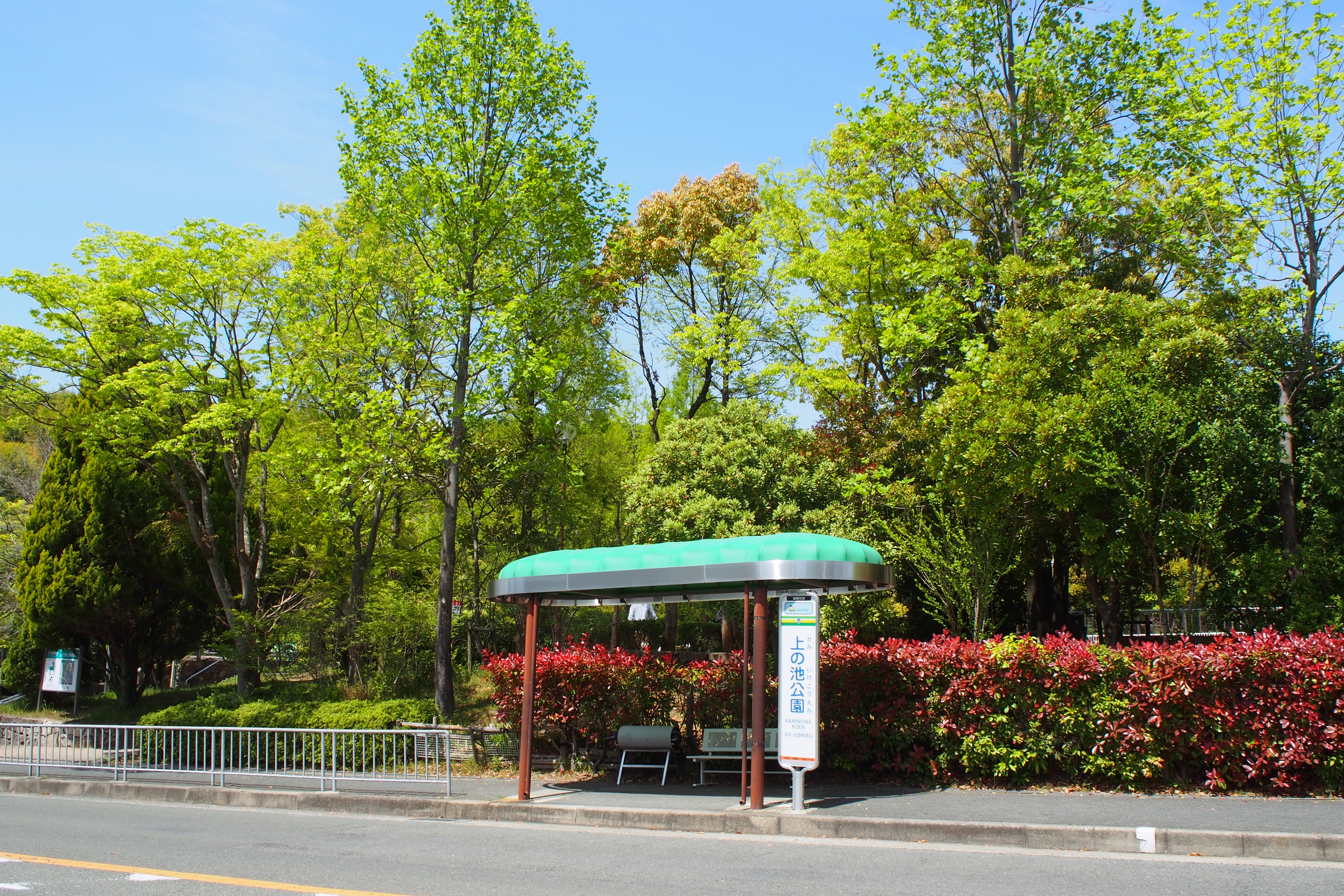
上の池公園バス停

## アクセス
市営バス：高槻市営バス JR高槻駅北3番のりば公団阿武山行きで上の池公園下車 / JR摂津富田駅(JR富田駅停留所)4番のりば公団阿武山行きで上の池公園下車。

## 周辺
- 史跡新池ハニワ工場公園（隣接）
- 高槻市立阿武山図書館